# Камден (Огайо)
Камден (англ. Camden) — селище (англ. village) в США, в окрузі Пребл штату Огайо. Населення — 1989 осіб (2020).

## Географія
Камден розташований за координатами 39°38′12″ пн. ш. 84°38′41″ зх. д. / 39.63667° пн. ш. 84.64472° зх. д. (39.636679, -84.644663).  За даними Бюро перепису населення США в 2010 році селище мало площу 3,23 км², з яких 3,21 км² — суходіл та 0,02 км² — водойми.

## Демографія
Згідно з переписом 2010 року, у селищі мешкало 2046 осіб у 835 домогосподарствах у складі 546 родин. Густота населення становила 633 особи/км².  Було 926 помешкань (287/км²).
Расовий склад населення:
| - 98,8 % — білих - 0,2 % — корінних американців - 0,1 % — чорних або афроамериканців |

До двох чи більше рас належало 0,6 %. Частка іспаномовних становила 1,1 % від усіх жителів.
За віковим діапазоном населення розподілялося таким чином: 28,0 % — особи молодші 18 років, 58,9 % — особи у віці 18—64 років, 13,1 % — особи у віці 65 років та старші. Медіана віку мешканця становила 35,2 року. На 100 осіб жіночої статі у селищі припадало 89,6 чоловіків;  на 100 жінок у віці від 18 років та старших — 83,1 чоловіків також старших 18 років.
Середній дохід на одне домашнє господарство  становив 48 182 долари США (медіана — 40 915), а середній дохід на одну сім'ю — 52 478 доларів (медіана — 44 167). Медіана доходів становила 39 211 долар для чоловіків та 27 065 доларів для жінок. За межею бідності перебувало 19,4 % осіб, у тому числі 36,9 % дітей у віці до 18 років та 8,5 % осіб у віці 65 років та старших.
Цивільне працевлаштоване населення становило 1028 осіб. Основні галузі зайнятості: освіта, охорона здоров'я та соціальна допомога — 19,5 %, виробництво — 18,6 %, роздрібна торгівля — 14,7 %, мистецтво, розваги та відпочинок — 13,3 %.

## Персоналії
- Шервуд Андерсон (1876-1941) — американський письменник.